# 蒙多羅
蒙多羅（法語：Mondoro），是馬里的城鎮，位於該國中部，由莫普提區的杜安扎省負責管轄，面積5,598平方公里，海拔高度256米，2009年人口42,631，人口密度每平方公里7.6人。